# Соловьёва, Лариса Викторовна
Лариса Викторовна Соловьёва (укр. Лариса Вікторівна Соловйова, в девичестве Вициевская; род. 1978) — украинская спортсменка и тренер (пауэрлифтинг); Мастер спорта Украины международного класса (1996).

## Биография
Родилась 14 декабря 1978 года в Полтаве в рабочей семье: отец — Виктор Иванович, работал на водоканале, мать — Евгения Григорьевна, была воспитателем в детском саду.
Свою спортивную карьеру начала в школе со спортивной гимнастики, достигнув звания мастера спорта. В 1995 году решила попробовать себя в пауэрлифтинге. Тренировалась под руководством М. Н. Иванькова. В этом же году получила звание мастер спорта, а в 1996 году — мастер спорта международного класса. В 1997 году Соловьёва стала членом сборной Украины по пауэрлифтингу среди юниоров. На первом же чемпионате мира среди юниоров Лариса стала абсолютной чемпионкой мира. Позже перешла во взрослую команду.
В 1998 году на Кубке Украины Лариса познакомилась со своим будущим мужем и нынешним тренером Дмитрием Соловьёвым. Они поженились в 1999 году и переехали в Киев. В 2004 году она стала абсолютной чемпионкой Европы, а в 2011 — абсолютной чемпионкой мира. В 2005 году завоевала титул чемпионки Всемирных игр в Германии. В 2009 году подтвердила этот титул и стала двукратной чемпионкой Всемирных игр. В 2013 году в третий раз стала победительницей Всемирных игр. В 2017 году вновь стала победительницей Всемирных игр и стала четырех-кратной чемпионкой.
Одновременно со своей спортивной карьерой начала работать тренером.
За победы на Всемирных играх была удостоена ордена «За заслуги» ІІІ степени (9 сентября 2017 года), орденов Княгини Ольги, став полным кавалером. В 2011 году была признана лучшим спортсменом-неолимпийцем Украины.